# Stora Hissjön
Stora Hissjön är en sjö i Svenljunga kommun i Västergötland och ingår i Viskans huvudavrinningsområde. Sjön är 9,5 meter djup, har en yta på 0,735 kvadratkilometer och befinner sig 189,3 meter över havet. Sjön avvattnas av vattendraget Slottsån (Torestorpsån). Vid provfiske har abborre, gädda och mört fångats i sjön.

## Delavrinningsområde
Stora Hissjön ingår i det delavrinningsområde (636511-133103) som SMHI kallar för Inloppet i Holsjön. Medelhöjden är 206 meter över havet och ytan är 22,72 kvadratkilometer. Det finns inga avrinningsområden uppströms utan avrinningsområdet är högsta punkten. Slottsån (Torestorpsån) som avvattnar avrinningsområdet har biflödesordning 2, vilket innebär att vattnet flödar genom totalt 2 vattendrag innan det når havet efter 84 kilometer. Avrinningsområdet består mestadels av skog (67 %) och sankmarker (18 %). Avrinningsområdet har 0,81 kvadratkilometer vattenytor vilket ger det en sjöprocent på 3,5 %.